# Sjevernokorejska nogometna reprezentacija
Sjevernokorejska nogometna reprezentacija je nacionalni nogometni sastav Demokratske Narodne Republike Sjeverne Koreje, kojeg kontrolira Nogometni savez DNR Sjeverne Koreje (kor. 조선민주주의인민공화국 축구협회), glavno nogometno tijelo u zemlji.
Sjeverna Koreja je punopravna članica AFC i FIFA - kontinentalnih i međunarodnih nogometnih saveza te istočnoazijskog podsaveza EAFF. Zemlja nosi službeni Fifin kod PRK. Službenim domaćim stadionima smatraju se Stadion Kim Il-sunga i Stadion Yanggakdo.
Reprezentacija je dosad nastupala na dva svjetska prvenstva, od čega je najuspješnije Svjetsko prvenstvo u Engleskoj 1966., gdje je Sjeverna Koreja stigla do četvrtfinala.
Od važnijih trofeja, Sjeverna Koreja je osvojila Nehru kup 1993., dva AFC Challenge Cupa 2010. i 2012. te broncu na Istočnoazijskom kupu 2005.
Sjeverna Koreja je dosad nastupala i na Neslužbenom svjetskom nogometnom prvenstvu gdje je u susretu igranom u Pyongyangu 15. studenog 2011. s 1:0 pobijedila tadašnjeg branitelja naslova - Japan.
Najvećom reprezentativnom pobjedom smatra se utakmica protiv reprezentacije Guama igranoj u Taipeju 11. ožujka 2005. Tada je korejska momčad pobijedila s ogromnih 21:0.
S druge strane, najvećim porazom smatra se utakmica protiv Portugala odigrana na posljednjem Svjetskom prvenstvu. U drugoj utakmici skupine u Cape Townu, Portugal je deklasirao protivnika s visokih 7:0.

## Povijest
Tri godine nakon završetka Korejskog rata novoosnovana sjevernokorejska reprezentacija je odigrala prvu službenu nogometu utakmicu. 7. listopada 1956. Korejci su na gostovanju u Pekingu pobijedili domaćina Kinu s minimalnih 1:0.
Reprezentacija je sastavljena od sjevernokorejskih igrača ali i korejske Chongryon zajednice iz Japana.

## Sudjelovanja na SP
| Natjecanje | Utakmica | Pob. | Ner. | Izg. | Po.G. | Pr.G. |
| ---------- | -------- | ---- | ---- | ---- | ----- | ----- |
| 1966.      | 4        | 1    | 1    | 2    | 5     | 9     |
| 2010.      | 3        | 0    | 0    | 3    | 1     | 12    |
| Total      | 7        | 1    | 1    | 5    | 6     | 21    |

### SP 1966.
Na prvom Svjetskom prvenstvu održanom 1966. u Engleskoj, Sjeverna Koreja je bila jedna od senzacija samog turnira. Nakon prvotnog poraza os Sovjetskog Saveza (3:0) i neriješenog s Čileom (1:1), sjevernokorejska reprezentacija je neočekivano pobijedila Italiju s 1:0. Time je bila druga na tablici s tri boda, odnosno bodom više od Italije čime se plasirala u četvrtfinale.
U četvrtfinalu igranom na Goodison Parku, Sjeverna Koreja se susrela s Portugalom. Azijska momčad je krenula odlično u utakmicu te je već u 25. minuti vodila s 3:0. Međutim, naoko nenadoknadiv rezultat je preokrenuo portugalski nogometni velikan Eusébio koji je zabio četiri gola a utakmica je završila portugalskom pobjedom od 5:3. Ipak, plasman u četvrtfinale se do danas smatra najboljim plasmanom na svjetskom nogometnom prvenstvu u povijesti korejske reprezentacije.
Prema dokumentarnom filmu objavljenom 1999. godine, tada još živi reprezentativci koji su sudjelovali na tom turniru opisali su kako su pri povratku kući dočekani kao nacionalni heroji.

### Kontroverze u kvalifikacijama za SP 2006.
U ožujku 2005. reprezentacija je igrala kvalifkacijsku utakmicu protiv Irana iako je i prije susreta bilo jasno da Sjeverna Koreja ima male šanse za sam plasman na Mundijal. Tijekom utakmice igrane u Pyongyangu, domaći navijači su napravili nerede nakon što je sirijski sudac Mohamed Kousa odbio dosuditi penal u korist domaćina. Situaciju je pogoršalo davanje crvenog kartona jednom sjevernokorejskom igraču te su na teren počele letjeti boce, kamenje i stolice. Nakon završetka utakmice, domaći navijači su blokirali autobus koji je trebao odvesti iranske nogometaše. To je rezultiralo time da je Sjeverna Koreja izgubila pravo domaćinstva za utakmicu protiv Japana koja se odigrala na praznom stadionu u tajlandskom glavnom gradu Bangkoku.

### SP 2010.
2009. godine Sjeverna Koreja se nakon dugih 44 godina ponovo kvalifikacirala u samu završnicu Svjetskog nogometnog prvenstva. Tijekom samih kvalifikacija u skupini B, samo su prva dva mjesta vodila izravno na Mundijal dok je treća pozicija jamčila dodatne kvalifkacije. Sjeverna Koreja je u konačnici imala 12 bodova kao i Saudijska Arabija ali i bolju gol-razliku čime je osigurala drugo mjesto u skupini te plasman na SP.
Nakon 1966. Sjeverna Koreja je 2010. ponovo nastupila na Svjetskom prvenstvu. Reprezentacija je ždrijebom smještena u skupinu G zajedno s Brazilom, Portugalom i Obalom Bjelokosti.
Sjeverna Koreja se nije imala mogućnosti suprotstaviti prejakim protivnicima te je ubilježila sva tri poraza, odnosno 2:1 protiv Brazila, 7:0 protiv Portugala te 3:0 protiv Obale Bjelokosti.
Na samom turniru je zabilježena mala skupinu navijača Sjeverne Koreje da bi se naknadno uspostavilo da se radi o Kinezima kojima su sjevernokorejske vlasti prodale svoj udio ulaznica. Te iste vlasti su poricale tu činjenicu tvrdeći da je malom broju ljudi dozvoljeno da putuje na sam turnir.
Nakon debakla na tom turniru, reprezentacija je po nalogu službenih vlasti podvrgnuta javnom sramoćenju od šest sati. Događaj se odvijao u Narodnoj palači kulture, a u publici, na čijem je čelu bio ministar sporta Pak Myong-chol, bilo je još 400 vladinih službenika, studenata i novinara. Epilog tog sportskog događaja "gađanja drvljem i kamenjem" jest da je izbornik Kim Jong-Hun svoju profesiju prinudno zamijeno onom građevinskog radnika te je izbačen iz Korejske radničke partije.
Izbornik je u konačnici poslan u koncentracijski logor pod optužbom za osobnu izdaju Kim Jong-una. Kritike su bile upućene i državnoj televiziji jer se usudila prenositi utakmicu s Portugalom.

## Sudjelovanja na OI

### OI 1964.
Na Olimpijskim igrama u Tokiju 1964. Sjeverna Koreja je ždrijebom svrstana u skupinu B s Mađarskom, Jugoslavijom i Marokom. Međutim, taj olimpijski nogometni turnir je obilježila nesvakidašnja situacija jer su se Italija i Sjeverna Koreja povukli s turnira. Talijani su maknuti jer nisu došli s amaterskom momčadi dok je s druge strane dosta sjevernokorejskih reprezentativaca bilo spriječeno igrati.

### OI 1976.
Na svojim drugim Olimpijskim igrama u Montréalu, Sjeverna Koreja je bila uspješnija nego na prijašnjim. Reprezentacija je najprije u svojoj skupini D s 3:0 pobijedila domaćina Kanadu u Torontu. Nakon toga je uslijedio 3:1 poraz od Sovjetskog Saveza u Ottawi ali se reprezentacija kao druga u skupini plasirala dalje u četvrtfinale. Tamo je uslijedio katastrofalan poraz od 5:0 protiv u Poljske, kasnijeg finalista turnira.

### Azijski kup
Sjeverna Koreja se prvi puta plasirala na Azijski kup u Kubajtu 1980. Reprezentacija je tada osvojila četvrto mjesto što je do danas najbolji uspjeh na tom kontinentalnom natjecanju. Tu su još i sudjelovanja 1992. i 2011.

### Ostali turniri
Veće uspjehe reprezentacija je ostvarila na AFC Challenge Cupu gdje je 2008. bila treća dok je isti turnir osvojila 2010. i 2012. Također, momčad je 1993. osvojila Nehru kup što je prvo veće natjecanje koje je reprezentacija osvojila.
Sjeverna Koreja kao članica podsaveza EAFF sudjeluje na Istočnoazijskom kupu na kojem je 2005. bila treća a 2008. četvrta.

## Sjevernokorejski reprezentativci

#### Širi popis
| #         | Pozicija    | Ime              | Datum rođenja       | Klub              |
| --------- | ----------- | ---------------- | ------------------- | ----------------- |
| 1         | vratar      | Ri Myong-Guk     | 9. rujna 1986.      | Pyongyang City    |
| 18        | vratar      | Kim Myong-Gil    | 16. listopada 1984. | Amrokgang         |
| 21        | vratar      | Ju Kwang-Min     | 20. svibnja 1990.   | Locomotive        |
|           | vratar      | Han Song-Hwan    | 2. ožujka 1993.     | Amrokgang         |
|           | vratar      | Ri Kwang-Il      | 20. travnja 1988.   | Sobaeksu          |
|           | vratar      | Ri Myong-Dok     | 1. veljače 1984.    | Pyongyang City    |
|           | vratar      | Om Jin-Song      | 16. siječnja 1991.  | Locomotive        |
|           | vratar      | Ri Phyong-Chol   | 17. kolovoza 1990.  | Pyongyang City    |
|           | vratar      | Kim Chol-Nam     | 2. siječnja 1991.   | April 25          |
| 5         | branič      | Ri Kwang-Chon    | 4. rujna 1985.      | Muangthong United |
| 12        | branič      | Jon Kwang-Ik     | 4. svibnja 1988.    | Pyongyang City    |
| 13        | branič      | Jang Myong-Il    | 25. travnja 1986.   | Amrokgang         |
| 14        | branič      | Pak Nam-Chol II  | 3. listopada 1988.  | Amrokgang         |
| 20        | branič      | Ri Kwang-Hyok    | 17. travnja 1987.   | Kyonggongop       |
| 23        | branič      | Jang Song-Hyok   | 18. siječnja 1991.  | Rimyongsu         |
| 24        | branič      | Ri Il-Jin        | 20. kolovoza 1993.  | Sobaeksu          |
| 26        | branič      | Ri Hyong-Mu      | 4. studenog 1991.   | Sobaeksu          |
|           | branič      | Cha Jong-Hyok    | 25. rujna 1985.     | Wil               |
|           | branič      | Ri Jun-Il        | 24. kolovoza 1987.  | Sobaeksu          |
|           | branič      | Kim Song-Gi      | 23. listopada 1988. | Cerezo Osaka      |
|           | branič      | Hwang Myong-Chol | 17. rujna 1982.     | Pyongyang City    |
|           | branič      | So Hyok-Chol     | 19. veljače 1982.   | Pyongyang City    |
|           | branič      | Ji Yun-Nam       | 20. studenog 1976.  | April 25          |
|           | branič      | Kim Song-Hak     | 17. rujna 1991.     | Pyongyang City    |
|           | branič      | Nam Song-Chol    | 7. svibnja 1982.    | April 25          |
|           | branič      | Ri Pae-Hun       | 5. veljače 1985.    | April 25          |
|           | branič      | Pak Chol-Jin     | 5. rujna 1985.      | Amrokgang         |
|           | branič      | Kim Myong-Gyu    | 8. siječnja 1985.   | Rimyongsu         |
|           | branič      | Han Song-Chol    | 10. srpnja 1977.    | April 25          |
|           | branič      | Chae Tu-Yong     | 7. lipnja 1990.     | April 25          |
|           | branič      | Kang Il-Nam      | 23. studenog 1994.  | April 25          |
|           | branič      | Ryang Myong-Il   | 31. srpnja 1987.    | Wolmido           |
|           | branič      | Pak Yong-Jin     | 18. travnja 1986.   | Rimyongsu         |
|           | branič      | Kang Il-Nam      | 23. studenog 1994.  | April 25          |
| 8         | vezni       | Ri Chol-Myong    | 18. veljače 1988.   | Pyongyang City    |
| 15        | vezni       | Ri Hyon-Song     | 23. prosinca 1992.  | Rimyongsu         |
| 17        | vezni       | An Yong-Hak      | 25. listopada 1978. | Kashiwa Reysol    |
| 19        | vezni       | Jang Kuk-Chol    | 16. veljače 1994.   | Rimyongsu         |
| 22        | vezni       | Pak Song-Chol I  | 24. rujna 1987.     | Rimyongsu         |
|           | vezni       | Ryang Yong-Gi    | 7. siječnja 1982.   | Vegalta Sendai    |
|           | vezni       | Kim Yong-Jun     | 19. srpnja 1983.    | Rimyongsu         |
|           | vezni       | Ri Myong-Sam     | 6. svibnja 1974.    | April 25          |
|           | vezni       | Ri Yong-Gwang    | 15. kolovoza 1981.  | Pyongyang City    |
|           | vezni       | Choe Myong-Ho    | 3. srpnja 1988.     | Pyongyang City    |
|           | vezni       | Mun In-Guk       | 29. rujna 1978.     | April 25          |
|           | vezni       | An Jong-Ho       | 11. ožujka 1987.    | Amrokgang         |
|           | vezni       | Han Song-Hyok    | 4. kolovoza 1993.   | April 25          |
|           | vezni       | Ri Han-Jae       | 27. lipnja 1982.    | Gifu              |
|           | vezni       | Jong Su-Hyok     | 30. travnja 1987.   | Wolmido           |
|           | vezni       | Kim Kyong-Il     | 11. prosinca 1988.  | Rimyongsu         |
|           | vezni       | Ri Jin-Hyok      | 28. kolovoza 1989.  | Amrokgang         |
|           | vezni       | Kim Chol-Ho      | 15. listopada 1985. | Pyongyang City    |
|           | vezni       | Sin Yong-Nam     | 23. siječnja 1978.  | Amrokgang         |
|           | vezni       | So Kwang-Chol    | 23. siječnja 1987.  | Amrokgang         |
|           | vezni       | Kim Song-Chol    | 29. kolovoza 1983.  | Kigwancha         |
|           | vezni       | Yun Yong-Il      | 31. srpnja 1988.    | Wolmido           |
|           | vezni       | Pak Sung-Hyok    | 30. svibnja 1990.   | Sabaeksu          |
|           | vezni       | Ri Hung-Ryong    | 22. rujna 1988.     | Wolmido           |
|           | vezni       | Ri Hyok-Chol     | 2. rujna 1992.      | Rimyongsu         |
| 4         | napadač     | Pak Nam-Chol I   | 2. srpnja 1985.     | Muangthong United |
| 7         | napadač     | Pak Song-Chol II | 20. ožujka 1991.    | April 25          |
| 10        | napadač     | Pak Kwang-Ryong  | 27. rujna 1992.     | Basel             |
| 11        | napadač     | Jong Il-Gwan     | 30. listopada 1992. | Rimyongsu         |
| 25        | napadač     | Kim Ju-Song      | 25. listopada 1993. | April 25          |
|           | napadač     | Jong Tae-Se      | 2. ožujka 1984.     | 1. FC Köln        |
|           | napadač     | Hong Yong-Jo     | 22. svibnja 1982.   | Muangthong United |
|           | napadač     | Choe Kum-Chol    | 9. veljače 1987.    | April 25          |
|           | napadač     | Kim Kum-Il       | 10. listopada 1987. | April 25          |
|           | napadač     | Choe Ung-Chon    | 15. svibnja 1982.   | April 25          |
|           | napadač     | Choe Chol-Man    | 22. rujna 1985.     | April 25          |
|           | napadač     | Kim Myong-Won    | 15. srpnja 1983.    | FC Ulaanbaatar    |
|           | napadač     | Pak Chol-Min     | 10. prosinca 1988.  | Rimyongsu         |
|           | napadač     | Kim Kuk-Jin      | 5. siječnja 1989.   | April 25          |
|           | napadač     | Kim Seong-Yong   | 26. veljače 1987.   | Thespa Kusatsu    |
|           | napadač     | Kim Myong-Chol   | 11. siječnja 1985.  | Amrokgang         |
|           | napadač     | Pak Song-Gwan    | 14. kolovoza 1980.  | Rimyongsu         |
|           | napadač     | Jong Chol-Min    | 29. listopada 1988. | Rimyongsu         |
|           | napadač     | Kye Song-Hyok    | 12. studenog 1992.  | April 25          |
|           | napadač     | An Chol-Hyok     | 27. lipnja 1985.    | Rimyongsu         |
| Izbornik: | Yun Jong-Su |                  |                     |                   |

## Sponzori
| Godina        | Sponzor | Napomena                         |
| ------------- | ------- | -------------------------------- |
| 2008. – 2010. | ERKE    | bivši službeni dobavljač dresova |
| 2010. – 2014. | Legea   | službeni dobavljač dresova       |

## Vanjske poveznice
- Službena web stranica sjevernokorejske nogometne reprezentacije[neaktivna poveznica]
- FIFA.com  Arhivirana inačica izvorne stranice od 18. lipnja 2018. (Wayback Machine)
- The story of North Korea at the 1966 World Cup
- Northern Exposure: The People’s Team Abroad